# 詹姆斯·劳伦斯·多兰
詹姆斯·劳伦斯·多兰（英語：James Lawrence Dolan，1955年5月11日—）是一位美国商人，他是麥迪遜廣場花園公司执行董事长兼首席执行官、MSG Network执行董事长、纽约尼克斯、纽约游骑兵的老闆以及麥迪遜廣場花園的擁有者。
多兰具有爱尔兰血统。1997年入主纽约尼克斯。多兰以脾气暴躁著称，且又有種族歧視或性別歧視的舉動，2017年2月，多兰命令安保人員將前紐約尼克斯球星查爾斯·歐克利趕出球場，後又設法阻止黑人導演史派克·李進入球場。
2020年3月29日，多蘭確診新冠肺炎，他也是首位確診新冠肺炎的美國職業球團老闆。